# 폴다크
《폴다크》(영어: Poldark)는 2015년 3월 8일부터 2019년 8월 26일까지 BBC One에서 방영된 드라마이다.